# Ophiophragmus luetkeni
Ophiophragmus luetkeni är en ormstjärneart som först beskrevs av Ljungman 1872.  Ophiophragmus luetkeni ingår i släktet Ophiophragmus och familjen trådormstjärnor. Inga underarter finns listade i Catalogue of Life.